# Vizos
Vizos (gaskognisch Visòs) ist eine Ortschaft in der französischen Gemeinde Saligos und eine ehemalige Gemeinde mit zuletzt 38 Einwohnern (Stand 1. Januar 2013) im Département Hautes-Pyrénées in der Region Okzitanien.

## Lage
Vizos liegt im Süden des Département Hautes-Pyrénées rund 39 km (Luftlinie) südlich von Tarbes. Der Ort liegt am westlichen Abhang des Bergs Soum de Moustayou östlich des Flusses Gave de Gavarnie im Nationalpark Pyrenäen.
Die Gemeinde bestand aus dem Dorf Vizos und einigen Einzelgehöften.

## Geschichte
Eine erste namentliche Erwähnung erfohr Visos im Kopialbuch von Saint-Savin im Jahr 1077/1078. Im frühen Mittelalter wechselte die Herrschaft häufig (Westgoten, Basken, Franken, Sarazenen). Danach war der Ort jahrhundertelang unter der Herrschaft des Königreichs Aquitanien respektive des Herzogtums Gascogne. Von 900 bis 1609 gab es eine Grafschaft Bigorre innerhalb der vorgenannten Gebiete. Im Hundertjährigen Krieg war Vizos manchmal unter englischer, manchmal unter französischer Herrschaft. Von 1425 bis 1609 gehörte der Ort als Teil der Grafschaft Bigorre zur nur lose mit Frankreich verbundenen Grafschaft Foix. Weil der letzte Herrscher dieser Grafschaft, König Heinrich II. aus dem Hause Bourbon, 1589 den Thron von Frankreich (als Heinrich IV.) bestieg, waren die Orte der Region 1609 bis 1789 Krondomäne. Die Gemeinde gehörte von 1793 bis 1801 zum District Argelès. Zudem war sie von 1793 bis 2015 Teil des Kantons Luz-Saint-Sauveur. Mit Ausnahme der Jahre 1926 bis 1942 (Arrondissement Bagnères) war Vizos seit 1801 verwaltungstechnisch Teil des Arrondissements Argelès-Gazost.
Die Gemeinde Vizos wurde am 1. Januar 2017 nach Saligos eingemeindet. Sie gehörte zum Arrondissement Argelès-Gazost und zum Kanton La Vallée des Gaves.

## Bevölkerungsentwicklung
| Jahr                       | 1962 | 1968 | 1975 | 1982 | 1990 | 1999 | 2006 | 2012 |
| Einwohner                  | 64   | 55   | 44   | 43   | 37   | 33   | 29   | 40   |
| Quellen: Cassini und INSEE |      |      |      |      |      |      |      |      |

Im 19. Jahrhundert zählte der Ort meist über 100 Einwohner. Die zunehmende Mechanisierung der Landwirtschaft führte zu einem kontinuierlichen Absinken der Einwohnerzahlen bis auf die Tiefststände in neuerer Zeit.

## Sehenswürdigkeiten
- Kirche Saint-Michel aus dem 12. Jahrhundert
- Wegkreuz Croix de Maguine südlich des Dorfs an der D172